# دودمان سئونا (یداوا)
دودمان سئونا (انگلیسی: Seuna) یک دودمان هندی قرون وسطایی بود که در اوج خود بر یک پادشاهی حکومت می‌کرد که از رودخانه نرمدا در شمال تا رود تونگابهادرا در جنوب، در بخش غربی منطقه دکن امتداد داشت.